# WikipediaFS
WikipediaFS là một hệ thống tập tin ảo chạy bằng ngôn ngữ Python và dùng mô-đun nhân hệ điều hành FUSE, cho phép người dùng xem và sửa đổi các bài viết của bất kỳ trang web nào dựa trên MediaWiki như thể chúng là các tập tin thực nằm trên ổ đĩa cục bộ. Nhờ vậy mà người dùng được quyền chỉnh sửa bài viết trực tiếp bằng bất kỳ trình soạn thảo văn bản nào. WikipediaFS do Mathieu Blondel phát triển chủ yếu trên trang web SourceForge.net.